# 三茂钐
三茂钐是钐的金属有机化合物，化学式为Sm(C5H5)3，在干燥空气中稳定。
三茂钐和一般过渡金属的环戊二烯配合物不同，被认为是离子型键合。

## 制备
三茂钐可在四氢呋喃介质中，用无水氯化钐和环戊二烯钠反应得到：
3C5H5Na + SmCl3 → (C5H5)3Sm + 3 NaCl

## 化学性质
三茂钐遇水分解，生成氢氧化钐和环戊二烯。